# Friedrich Adolph Haage
Friedrich Adolph Haage (24. března 1796 Erfurt – 20. září 1866 tamtéž) byl německý zahradník a botanik.

## Život a kariéra
Friedrich Adolph Haage byl synem Johanna Nikolause a Kathariny Barbary Nehrlich. Zahradníkem se učil u Johanna Heinricha Seidela (1744–1815), královského dvorního zahradníka Fridricha Augusta II. V Erfurtu získal malý pozemek a roku 1822 založil obchod se semeny.
Haage se velmi zajímal o kaktusy. Shromáždil jednu z největších sbírek své doby. Jeho sbírku navštívili například Goethe, Liszt a bratři Alexander a Wilhelm von Humboldt.
Při své práci využíval i soudobé novinky, jako byla reklama v tisku. Friedrich Adolph Haage byl spoluzakladatelem Erfurter Gartenbauverein a později také jejím ředitelem.
Byl po něm pojmenován druh kaktusu Mammillaria haageana.